# Chaguinha
Bruno Rocha Braga Cavalcante, meglio noto come Chaguinha (Fortaleza, 25 luglio 1988), è un giocatore di calcio a 5 brasiliano naturalizzato georgiano.

## Carriera

### Club
Laterale creativo, dotato di buona tecnica e imprevedibile nell'uno contro uno, il suo punto di forza risiede tuttavia nella qualità tattica nella fase difensiva.
Il suo pseudonimo è un diminutivo del nome del padre, Chagas, che gli allenatori delle giovanili coniarono per distinguerlo dai tanti suoi omonimi. Prima di approdare in Serie A ha militato nella massima serie brasiliana e in quella spagnola, vestendo tra le altre le maglie di Baix Maestrat, con cui ha disputato una finale di Coppa di Spagna, e Santiago, con cui ha disputato i play-off scudetto. Nell'agosto 2012 si trasferisce all'Acqua e Sapone, scegliendo la maglia numero 2 che indossa ininterrottamente da quando ha terminato il settore giovanile. Con la formazione abruzzese vince la Coppa Italia 2013-2014 e raggiunge nella stessa stagione la finale scudetto, persa contro la Luparense. Il 1º luglio 2014 il Benfica comunica l'acquisto a titolo definitivo del laterale brasiliano. Chaguinha ha giocato con le Aquile per sei stagioni, vincendo 9 trofei nazionali.

### Nazionale
Chaguinha ha ricevuto nel 2020 la cittadinanza georgiana; non avendo mai giocato incontri ufficiali con il Brasile, ha potuto debuttare con la Nazionale maschile di calcio a 5 della Georgia, con cui ha disputato il campionato europeo 2022.

## Palmarès

### Competizioni nazionali
- Campionato portoghese: 2

Benfica: 2014-15, 2018-19
- Coppa del Portogallo: 2

Benfica: 2014-15, 2016-17
- Coppa Italia: 1

Acqua e Sapone: 2013-14
- Supercoppa portoghese: 2

Benfica: 2015, 2016

### Competizioni internazionali
- UEFA Champions League: 2

Palma: 2022-23, 2023-24